# Deutsches Currywurst Museum Berlin
Deutsches Currywurst Museum Berlin bylo  první muzeum v Německu zaměřené na currywurst. Existovalo v letech 2009-2018. Nacházelo se na Schützenstraße 70 v berlínské čtvrti Mitte.

## Dějiny
Muzeum bylo otevřeno 15. srpna 2009, aby ukázalo „jedinečnou historii německého kulturního statku Currywurst“. Nápad na muzeum údajně dostal iniciátor Martin Löwer během návštěvy muzea jamů na Jamajce. O tři roky později se mu s pomocí 20 soukromých dárců podařilo získat potřebných pět milionů eur a otevřít muzeum. Muzeum však muselo být 21. prosince 2018 z finančních důvodů uzavřeno. V době uzavření mělo muzeum téměř milion návštěvníků.

## Expozice
Muzeum bylo rozděleno do pěti tematických okruhů:
- Kouzlo stánků a kultura občerstvení: Návštěvníci mohli vstoupit do repliky stánku s občerstvením a podívat se do muzea z pohledu prodejce. Mapa Berlína ukazovala umístění známých stánků s currywurstem, jako je „Curry 36“ nebo „Konnopke's Imbiß“. Globální distribuci currywurst bylo lze sledovat na mapě světa.
- Přísady a koření: Byly zde vystaveny různé složky koření kari a byl vysvětlen jejich původ.
- Historie & legenda: Samostatná místnost byla věnována Hertě Heuwerové, která je považována za vynálezkyni currywurstu.
- Ekologie & rychlé občerstvení: V zadní části muzea byl ukázán proces výroby kartonové krabice pro Currywurst. Časová osa poskytla příklad toho, jak se změnily stravovací návyky za posledních 5000 let.
- Kino & TV: Promítaly se zde scény ze známých televizních seriálů, jako jsou Drei Damen vom Grill nebo Místo činu, ve kterých se objevil currywurst. V samostatném prostoru byl promítán americký krátký film Best of the Wurst od Grace Lee.